# Mister G.
Pour plus de détails, voir Fiche technique et Distribution.
Mister G. ou L'Illuminé au Québec (Holy Man) est un film américain réalisé par Stephen Herek et sorti en 1999.

## Synopsis
Quand le financier McBainbridge rachète GBSN, une chaine de télé-achat, Ricky Hayman, animateur stressé, prend peur. Menacé de perdre son emploi et terrifié à l'idée de se retrouver au chômage, il cherche désespérément un concept novateur susceptible d'augmenter ses ventes. C'est alors que Ricky rencontre par hasard un gourou itinérant, Mister G., prédicateur charismatique. C'est l'idée de génie. Pourquoi ne pas offrir à Mister G. sa propre émission et transformer le télé-achat en expérience spirituelle ?

## Fiche technique
- Titre original : Holy Man
- Titre français : Mister G.
- Titre québécois : L'Illuminé
- Réalisation : Stephen Herek
- Scénario : Tom Schulman
- Décors : Andrew McAlpine (de)
- Costumes : Aggie Guerard Rodgers
- Photographie : Adrian Biddle
- Montage : Trudy Ship
- Musique : Alan Silvestri
- Production : Roger Birnbaum, Stephen Herek
- Sociétés de production : Caravan Pictures, Eddie Murphy Productions, Roger Birnbaum Productions, Touchstone Pictures
- Sociétés de distribution : Touchstone Pictures (USA) ; Gaumont Buena Vista International (France)
- Budget (estimation) : 60 000 000 $
- Pays de production : États-Unis
- Format : Couleurs - 35 mm (Panavision) - 2,35:1 - son DTS / Dolby Digital / SDDS
- Durée : 114 min.
- Dates de sortie :
  - États-Unis : 9 octobre 1998
  - France : 11 août 1999

## Distribution
- Eddie Murphy (VF : Med Hondo; VQ : François L'Écuyer) : G.
- Jeff Goldblum (VF : Richard Darbois; VQ : Luis de Cespedes) : Ricky Hayman
- Kelly Preston (VF : Françoise Cadol; VQ : Anne Bédard) : Kate Newell
- Jon Cryer (VF : Olivier Granier; VQ : Gilbert Lachance) : Barry
- Eric McCormack (VF : Bernard Gabay; VQ : Pierre Auger) : Scott Hawkes
- Robert Loggia (VF : Henry Djanik; VQ : Hubert Fielden) : John McBainbridge
- Morgan Fairchild (VF : Céline Monsarrat) : Elle-même
- Nino Cerruti (VF : William Sabatier) : Lui-même
- James Brown (VF : Christian Pelissier) : Lui-même
- Kim Alexis : Amber
- Veronica Webb : Diandre

## Commentaires
- Eddie Murphy a récemment déclaré qu'il avait decliné Rush Hour pour le film Mister G. Il explique qu'on lui a proposé 2 scenarios, un film comédie-action avec Jackie Chan, et un film où il devait porter une robe à Miami. Ce dernier était le plus facile à accepter pour lui (il n'était pas trop tenté par l'action de Rush Hour). Il déclare aussi que Mister G. était un des pires films dans lequel il avait joué.

## Sorties DVD
- France : 16 avril 2003